# 鱷魚山
鱷魚山（英語：Crocodile Hill）是位於香港九龍牛頭角以東的山丘，全山已發展為高級住宅區。往來鱷魚山的主要道路為功樂道，而接駁功樂道的康利道則可直達山頂。因為意頭關係，鱷魚山又雅稱為樂意山。
鱷魚山有不少學校和老人院，分別為山頂的聖傑靈女子中學，和山下的觀塘功樂官立中學、寧波公學、慕光英文書院、觀塘廣蔭老人院、心理衛生會賽馬會大樓和佛教沈馬瑞英護理安老院。

## 公園
康利道設有康利道休憩花園，而功樂道亦設有功樂道遊樂場，因前方沒有樓宇遮擋，公園可遠眺港島東、啟德發展區一帶景色。

## 外部連結
- 一反你對觀塘的印象：樂意山 / 水塘山 / 鱷魚山 « 活在觀塘 （页面存档备份，存于）